# Joni Mikkonen
Joni Mikkonen est un joueur finlandais  de volley-ball né le 13 juin 1986 à Viiala. Il mesure 1,94 m et joue pointu.

## Clubs
| Club                      | Pays     | De           | À            |
| ------------------------- | -------- | ------------ | ------------ |
| Valkeakosken Shock Veikot | Finlande | 2004-2005    | 2005-2006    |
| Tampereen Isku-Volley     | Finlande | 2006-2007    | janvier 2007 |
| Valkeakosken Shock Veikot | Finlande | janvier 2007 | janvier 2008 |
| Tampereen Isku-Volley     | Finlande | janvier 2008 | 2008-2009    |